# World Innovation Summit for Education

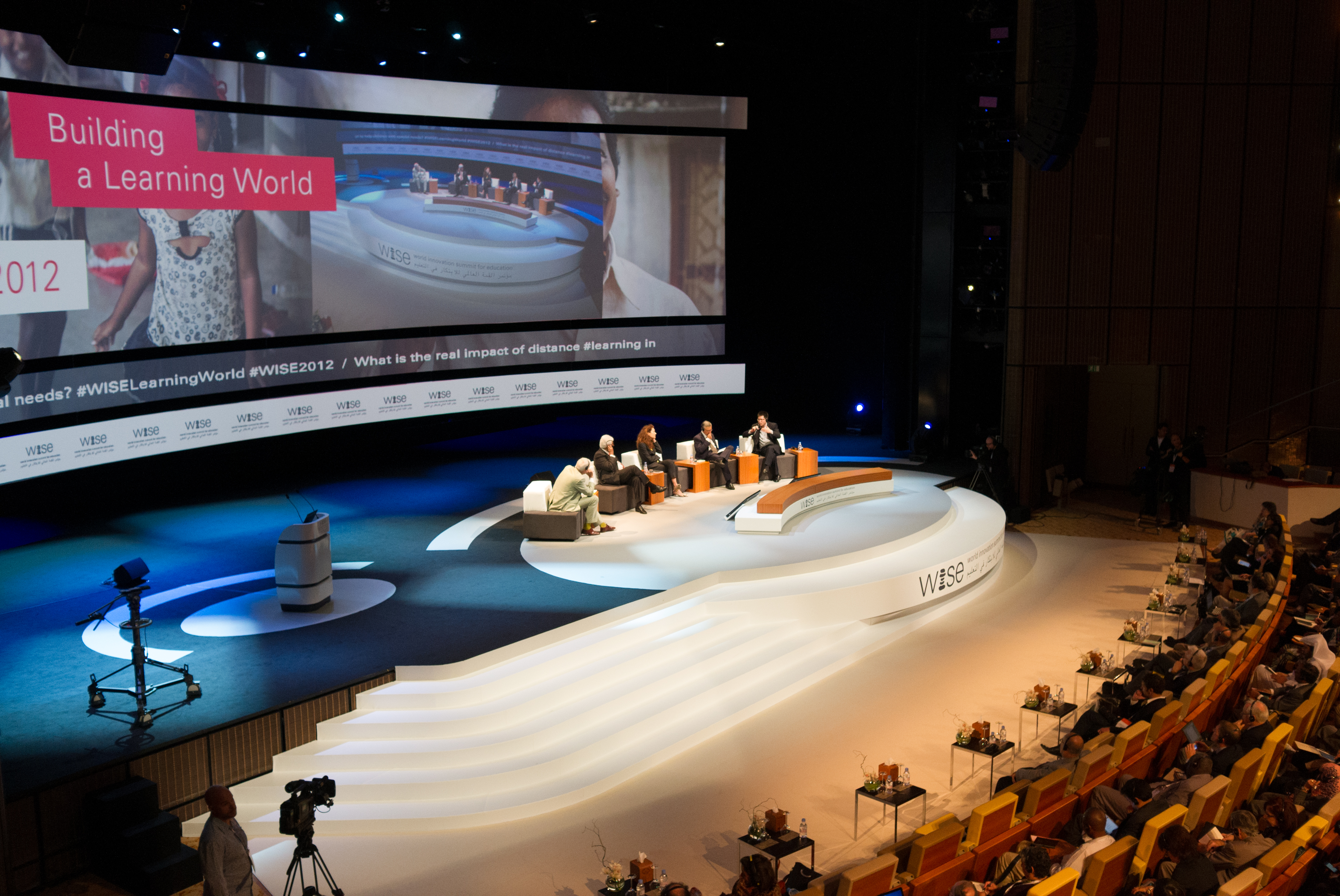
WISE 2012, Podiumsdiskussion im Qatar National Convention Centre

Der World Innovation Summit for Education (WISE) ist ein jährlich stattfindender Bildungsgipfel, der von der Qatar Foundation im Emirat Katar veranstaltet wird. Ziel ist die Förderung innovativer Bildungs- und Wissenschaftsprojekte. Seit der Gründung im Jahr 2009 treffen sich jährlich mehr als 1.000 Experten aus verschiedenen Ländern, um sich über Innovationen im Bildungsbereich auszutauschen.

## The WISE Prize for Education
Der WISE Prize for Education wurde zum ersten Mal im Dezember 2010 für das Jahr 2011 beim WISE Summit in Doha verliehen. Er ist der erste internationale Preis im Bereich Erziehungswissenschaft und zeichnet Personen und Teams für herausragende pädagogische Leistungen aus. Der Preis ist mit 500.000 US$ und einer Goldmedaille dotiert.
Preisträger:
- 2011 Fazle Hasan Abed, Bangladesh, für die Gründung des Bangladesh Rural Advancement Committee[3]
- 2012 Madhav Chavan, Indien, Mitgründer und CEO von Pratham, einem Bildungsprojekt in Indien[4]
- 2013 Vicky Colbert, Gründerin der Fundación Escuela Nueva in Kolumbien[5]
- 2014 Ann Cotton, Gründerin von Camfed[6]
- 2015 Sakena Yacoobi, Gründerin des Afghan Institute of Learning (AIL)[7]
- 2017 Patrick Awuah, Gründer der Ashesi-Universität in Ghana[8]
- 2019 Larry Rosenstock, Gründer von High Tech High, USA
- 2021 Wendy Kopp, Gründerin von Teach For All[9]
- 2023 Safeena Husain, Gründerin von Educate Girls

## Partner
Die Initiative wird von einem Netzwerk aus sechs internationalen Partnern unterstützt: Agence universitaire de la Francophonie (AUF), Association of Commonwealth Universities (ACU), Institute of International Education (IIE), International Association of University Presidents (IAUP), RAND Corporation und UNESCO.